# العلاقات البالاوية الجيبوتية
العلاقات البالاوية الجيبوتية هي العلاقات الثنائية التي تجمع بين بالاو وجيبوتي.

## مقارنة بين البلدين
هذه مقارنة عامة ومرجعية للدولتين:
| وجه المقارنة                                              | بالاو                         | جيبوتي                    |
| --------------------------------------------------------- | ----------------------------- | ------------------------- |
| المساحة (كم2)                                             | 465                           | 23.20 ألف                 |
| عدد السكان (نسمة)                                         | 21.73 ألف                     | 956.99 ألف                |
| الكثافة السكانية (ن./كم²)                                 | 4.67 ألف                      | 41.25                     |
| العاصمة                                                   | نغيرولمود، كورور              | جيبوتي                    |
| اللغة الرسمية                                             | لغة إنجليزية، اللغة البالاوية | لغة فرنسية، اللغة العربية |
| العملة                                                    | دولار أمريكي                  | فرنك جيبوتي               |
| الناتج المحلي الإجمالي (بليون دولار)                      | 291.54 مليون                  | 1.84 مليار                |
| الناتج المحلي الإجمالي (تعادل القوة الشرائية) بليون دولار | 326.12 مليون                  | 3.10 مليار                |
| الناتج المحلي الإجمالي الاسمي للفرد دولار أمريكي          | 13.50 ألف                     | 1.95 ألف                  |
| الناتج المحلي الإجمالي للفرد دولار أمريكي                 | 14.76 ألف                     | 3.27 ألف                  |
| مؤشر التنمية البشرية                                      | 0.780                         | 0.470                     |
| رمز المكالمات الدولي                                      | +680                          | +253                      |
| رمز الإنترنت                                              | .pw                           | .dj                       |
| المنطقة الزمنية                                           | ت ع م+09:00                   | ت ع م+03:00               |

## منظمات دولية مشتركة
يشترك البلدان في عضوية مجموعة من المنظمات الدولية، منها:
| علم المنظمة | اسم المنظمة                                 | تاريخ انضمام بالاو | تاريخ انضمام جيبوتي |
| ----------- | ------------------------------------------- | ------------------ | ------------------- |
|             | مجموعة دول أفريقيا والكاريبي والمحيط الهادئ | ?                  | ?                   |
|             | مؤسسة التنمية الدولية                       | 16 ديسمبر 1997     | 1 أكتوبر 1980       |
|             | الأمم المتحدة                               | 15 ديسمبر 1994     | 20 سبتمبر 1977      |
|             | البنك الدولي للإنشاء والتعمير               | 16 ديسمبر 1997     | 1 أكتوبر 1980       |
|             | منظمة حظر الأسلحة الكيميائية                | ?                  | ?                   |
|             | مؤسسة التمويل الدولية                       | 16 ديسمبر 1997     | 1 أكتوبر 1980       |
|             | وكالة ضمان الاستثمار متعدد الأطراف          | 16 ديسمبر 1997     | 12 يناير 2007       |
|             | يونسكو                                      | 20 سبتمبر 1999     | 31 أغسطس 1989       |